# Mirtha Legrand
Mirtha Legrand (pseudônimo de Rosa María Juana Martínez Suárez;  Villa Cañás, 23 de fevereiro de 1927) é uma atriz e apresentadora de televisão argentina. É uma das pessoas mais famosas e com trajetória mediática mais extensa no seu país. 

## Filmografia na Espanha

### Filmografia na Espanha
- 1952: Doña Francisquita

## Filmografia na Argentina

### Filmografia na Argentina
- 1940: Hay que educar a Niní
- 1941: Novios para las muchachas
- 1941: Los martes, orquídeas
- 1941: Soñar no cuesta nada
- 1942: Adolescencia
- 1942: El viaje
- 1942: Claro de luna
- 1943: El espejo
- 1943: Safo, historia de una pasión
- 1944: La pequeña señora de Pérez
- 1944: Mi novia es un fantasma
- 1944: La casta Susana
- 1945: María Celeste
- 1945: La señora de Pérez se divorcia
- 1945: Cinco besos
- 1946: Un beso en la nuca
- 1947: Treinta segundos de amor
- 1947: El retrato
- 1947: Como tú lo soñaste
- 1948: Pasaporte a Río
- 1948: Vidalita
- 1949: La doctora quiere tangos
- 1950: La vendedora de fantasías
- 1950: Esposa último modelo
- 1951: El pendiente
- 1952: La de los ojos color del tiempo

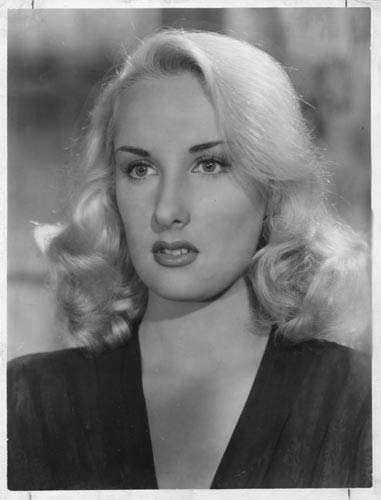
Mirtha Legrand, 1946

- 1954: Tren internacional
- 1955: El amor nunca muere
- 1956: La pícara soñadora
- 1959: En la ardiente oscuridad
- 1960: La patota
- 1960: Sábado a la noche, cine
- 1962: Bajo un mismo rostro
- 1963: La cigarra no es un bicho
- 1965: Con gusto a rabia

## Carreira teatral
- 1957: La Luna es azul
- 1962: Buenos Aires de seda y percal
- 1964: Divorciémonos
- 1966: Mi complejo es el champagne
- 1968: Secretismo shh
- 1969: El proceso de Mary Duggan
- 1970: 40 kilates
- 1975: Constancia
- 1978: Rosas rojas, rosas amarillas
- 1986: Tovarich
- 1990: Potiche

## Rádio
- 1943: El club de la amistad
- 2004-2005: Mirtha en la red

## Televisão
- 1968-presente: Almorzando con Mirtha Legrand
- 1988: Conversando con Mirtha Legrand
- 1990: Mirtha para todos
- 1999-2000/2004: Mirtha de noche
- 2002: Son amores (participação como ela mesma)
- 2012: La dueña
- 2013-presente: La noche de Mirtha